# Allied Artists Pictures
Allied Artists Pictures foi um pequeno estúdio cinematográfico sediado em Hollywood. O estúdio esteve ativo de 1946, data de sua fundação, até 1980, quando foi vendido para a Lorimar Productions.

## História
Em 1946, o presidente da Monogram Pictures, Steve Broidy, formou a Allied Artists Productions, Inc., uma subsidiária da Monogram criada exclusivamente para produzir e distribuir filmes de grande orçamento. Assim, até 1952, enquanto a Monogram continuava com seus filmes B, a Allied Artists lançou vários produtos de boa qualidade, como The Gangster, The Babe Ruth Story, Smart Woman, Southside 1-1000 e Flat Top.
A partir de 1949, as duas empresas passaram a distribuir filmes em língua estrangeira, por arranjo com a Stratford Pictures Corporation, outra companhia criada por Broidy, em parceria com George D. Burrows. Isso durou até 1959, quando a Stratford Pictures deixou de operar.
Em 1951, a Allied começou a produzir filmes também para a televisão e criou a Interstate Television Corporation, ativa até a década de 1970, quando já alterara o nome para Allied Artists Television Corporation.
A princípio, a Allied Artists foi tratada como uma entidade separada da Monogram, porém esta, desejosa de mudar sua imagem de produtora de filmes baratos para produtora de filmes classe A, passou a distribuir sua produção através da Allied no início de 1953. Entretanto, àquela altura, os filmes da Allied já eram tão modestos quanto os da Monogram, o que ia ao encontro do desesperado plano de Steve Broidy de aumentar o prestígio da companhia.
Finalmente, em 12 de novembro daquele ano, as duas empresas foram fundidas sob o nome de Allied Artists Pictures Corporation.
Em 1965, Claude A. Giroux sucedeu a Steve Broidy como presidente e chefe executivo. Nesse período, o estúdio deixou de realizar filmes para o cinema e concentrou-se na produção de material para a TV. Entretanto, continuou a distribuir filmes de produtores estrangeiros ou independentes.
Em 1968, Giroux foi sucedido por Emanuel L. Wolf e, com isso, a produção para o cinema foi retomada. Muitos filmes da Allied, fossem produzidos de forma independente ou não, começavam com a frase "Emanuel L. Wolf presents".
Pelos dez anos seguintes, o estúdio produziu grandes sucessos de bilheteria, como Cabaret, The Man Who Would Be King e The Wild Geese, além de Papillon, a maior arrecadação da companhia em todos os tempos.
Em 20 de janeiro de 1976, a Allied Artists Pictures Corporation fundiu-se com a Kalvex, Inc./PSP, Inc., o que deu ensejo à criação de uma nova empresa -- Allied Artists Industries Inc..
Em 1979, em dificuldades financeiras, a Allied Artists entrou com um pedido de falência, na esperança de conseguir continuar em atividade. Contudo, tal não se deu e, em 1980, o estúdio foi vendido para a Lorimar Productions.
Chegava melancolicamente ao fim um estúdio cuja origem remonta a 1924, como Rayart Productions, que tornou-se a Monogram Pictures em 1930 e, finalmente, Allied Artists Pictures Corporation em 1953.

## Séries
A Allied Artists herdou diversas séries da Monogram Pictures e criou uma outra—Lieutenant Doyle:
- Bomba, the Jungle Boy (1953-1955, 4 filmes) - aventuras nas selvas africanas estreladas por Johnny Sheffield
- The Bowery Boys (1953-1958, 20 filmes) - comédia estrelada por Leo Gorcey, Huntz Hall e outros
- Wild Bill Hickok (1953-1955, 12 filmes) - faroeste estrelado por Guy Madison
- Lieutenant Doyle (1955-1957, 4 filmes) - policial estrelado por Bill Elliott. Única série criada pelo estúdio

Os cowboys Kirby Grant, Wayne Morris e Bill Elliott (ou Wild Bill Elliott), cujas aventuras também foram iniciadas na Monogram, ganharam uma breve sobrevida na nova casa:
- Kirby Grant - 3 filmes entre 1953 e 1954, ambientados, como sempre, no Alasca;
- Wayne Morris - 6 filmes entre 1953 e 1954, sendo o último deles, Two Guns and a Badge, considerado pelos historiadores como o último faroeste B produzido;[1]
- Wild Bill Elliott - 7 filmes entre 1953 e 1954.

## Filmografia

### Curtas-metragens
- Paris, City of Fashion (1951) - Documentário que mostra um passeio por Paris
- The Mighty Fortress (1954) - Documentário sobre Billy Graham
- World Championship Fight (1962) - Filmagem da luta entre os pugilistas Floyd Patterson e Sonny Liston, realizada em 25 de setembro de 1962
- The Thieving Magpie (1965) - Animação baseada na abertura da ópera "La Gazza Ladra", de Rossini.

### Longas-metragens
Ver "Lista dos filmes da Allied Artists Pictures" abaixo.